# Samra Rahimli
Samra Rahimli (Azerbaidjan, 19 d'octubre de 1994), és una cantant àzeri, més coneguda internacionalment per haver participat en el Festival d'Eurovisió l'any 2016 representant el seu país amb la cançó Miracle. Va acabar en 17è lloc. A Azerbaidjan mateix és coneguda per haver participat en la versió àzeri de The Voice.